# Technické podmínky Ministerstva dopravy
Technické podmínky Ministerstva dopravy (někdy označované jen zkráceným názvem Technické podmínky či zkratkou TP) jsou oborové předpisy vydávané pro oblast pozemních komunikací. Jejich vydávání zaštiťuje Ministerstvo dopravy České republiky. Zpracovávané jsou na základě nejnovějších poznatků vědy, techniky a praxe ve snaze o optimální řešení problémů vyskytujících se při stavbě pozemních komunikací.

## Postavení Technických podmínek v rámcilegislativyČeské republiky
K vydávání technických podmínek ani k zaštiťování jejich vydávání není ministerstvo dopravy speciálně zmocněno žádným obecně závazným právním předpisem a žádný obecně závazný předpis také nezavádí takovou formu technické standardizace. Vydáváním technických podmínek ministerstvo v některých případech obchází povinnost upravit příslušné povinnosti obecně závazným právním předpisem, který by procházel řádným meziresortním připomínkovým řízením a musel by být zdarma dostupný všem občanům. Příkladem mohou být zásady pro provedení a umístění dopravních značek a dopravních zařízení, které má podle zákona o provozu na pozemních komunikacích stanovit ministerstvo dopravy prováděcím předpisem, tedy obecně závaznou vyhláškou. Ve skutečnosti však prováděcí vyhláška v této věci stanoví jen základní podobu významové plochy značek a v ostatním odkazuje na technické předpisy. 
Obcházení zmocňovacích zákonů a zákona č. 22/1997 Sb., o technických požadavcích na výrobky, umožňuje ministerstvu (v porovnání s obecně závaznými vyhláškami a technickými normami ČSN a řádným postupem jejich přijímání) rychlejší a pružnější zavádění nových poznatků do praxe i detailnější a komplexnější zpracování řešeného tématu. Mohly by být považovány za vnitřní předpis ministerstva. Pro jiné subjekty či jiné státní orgány by mohly být závazné například tehdy, pokud to stanoví obecně závazný právní předpis, přičemž z právního hlediska může být stanovení závaznosti takových dokumentů neveřejného charakteru problematické. 
Orgány a organizace mohou uplatnit ČSN a technické předpisy MD jejich uvedením (odkazy) v rozhodnutích, povoleních, smlouvách o dílo, při zadávání zakázek, posuzování dokumentace, dohledu a dozoru na stavbách. Tím se technické normy a technické předpisy stávají pro dané dílo závaznými.